# Os d'antifaç
L'os d'antifaç, os d'ulleres, ucumari o ucumarí (Tremarctos ornatus) és l'única espècie vivent del gènere Tremarctos, dins la família dels ossos (Ursidae). És l'únic os originari de Sud-amèrica. Té un pelatge multicolor amb una marca característica de color beix al pit i el cap, amb cercles que formen un «antifaç» al voltant dels ulls. El mascle pot pesar 2-3 vegades més que la femella (130 kg contra 60 kg). Viu a l'oest de Veneçuela, l'Equador, el Perú, a Colòmbia, l'oest de Bolívia i el nord-oest de l'Argentina. De grandària mitjana en comparació amb altres ossos, mesura 1,30 i 1,90 m d'altura, i pesa de mitjana entre 80 i 125 kg, sent el mascle més gran que la femella, la seva coloració és uniforme, negra o cafè negrosa, amb pèl aspre. El musell és curt, de color cafè clar o blanc, amb taques blanquinoses que s'estenen al voltant dels ulls i el nas a través de les galtes, baixant pel coll fins al pit, i que varia molt entre individus. Posseeix cinc dits amb urpes llargues i corbes no retràctils, i les plantes de les potes tenen pèls interdigitals que l'ajuda a enfilar arbres. D'hàbits diürns, solitaris, omnívors, terrestres i trepadors, la seva alimentació és predominantment vegetariana. És l'única espècie vivent de la subfamília Tremarctinae i l'únic úrsid autòcton actual de Sud-amèrica. Es distribueix a la serralada dels Andes, actualment des de la regió andina alta (o «freda») de l'oest de Veneçuela fins al nord-oest de l'Argentina.

## Característiques
El que més caracteritza a aquesta espècie és la presència de taques blanques o groguenques al voltant dels ulls, que a vegades arriben a la zona del coll i del pit, encara que en alguns espècimens poden faltar totalment les taques clares a la cara. El patró del dibuix d'aquestes taques varia d'un individu a un altre. El color de pelatge més comú és el negre, encara que es troben exemplars de color marró i, amb molta menor eventualitat, de color vermellós.
És un dels mamífers sud-americans de major alçada. El seu cap és gran amb relació a la resta del cos (característica en comú amb el panda gegant), posseeix poderosa mandíbula tenint el crani dues importants fosses. El seu cos arriba a mesurar 1,8 m però en l'actualitat és més freqüent trobar exemplars d'1,5 m. El pes dels mascles adults està al voltant dels 140 kg. Les seves urpes, molt adaptades per enfilar-se als arbres, tenen afilades ungles. Es percep una convergència evolutiva: el cos d'aquests ossos arriba a recordar el dels grans primats (d'allí que en molts llocs donessin lloc a mites i llegendes referides a "homes salvatges peluts que viuen a les selves").
Tremarctos ornatus té diverses característiques anatòmiques úniques entre els ossos vivents. Segons Mondolfi (1983) altres criteris que indiquen que l'os d'antifaç és únic entre els ossos actuals són les característiques bioquímiques de la sang i el nombre cromosòmic que és de 52, mentre que en els altres ossos actuals és de 74. A més, les sis espècies del gènere Ursus posseeixen cariotips pràcticament idèntics compostos per 74 cromosomes acrocèntrics. Per contra, l'os d'antifaç posseeix un nombre diploide de 52 cromosomes amb dos braços. En resum, l'os d'antifaç presenta diferències tant en el nombre com en la forma dels cromosomes. Aquesta informació és molt important doncs, sobre la base de dades moleculars és possible estimar els temps de separació entre línies filètiques emparentades. Així, la divergència de Tremarctos de la línia basal constituïda per Ursus s'hauria donat fa uns 12 milions d'anys. Per tant, Tremarctos ornatus constitueix una línia genètica i filogenètica única.

## Hàbitat
Habita gairebé exclusivament els boscos humits andins amb precipitacions anuals superiors als 1.000 mm (zones perhumides), encara que també se'l troba en erms i zones semiàrides on les precipitacions ronden els 250 mm. Mora preferentment en els pisos montans que van dels 800 als 3.800 msnm encara que arriba a altituds de 4750 msnm. Al vessant occidental dels Andes centrals del Perú (Dte. Lambayeque, Reserva Ecològica Chaparri) descendeix fins al desert i els boscos secs on s'alimenta de cactus, sapote (Capparis spp.) i troncs de pasallo (Eriotheca spp.). Aparentment en l'inici de la Conquesta d'Amèrica espanyola, al segle xv, l'àrea de distribució d'aquest os sembla que era més extensa.

## Ecologia

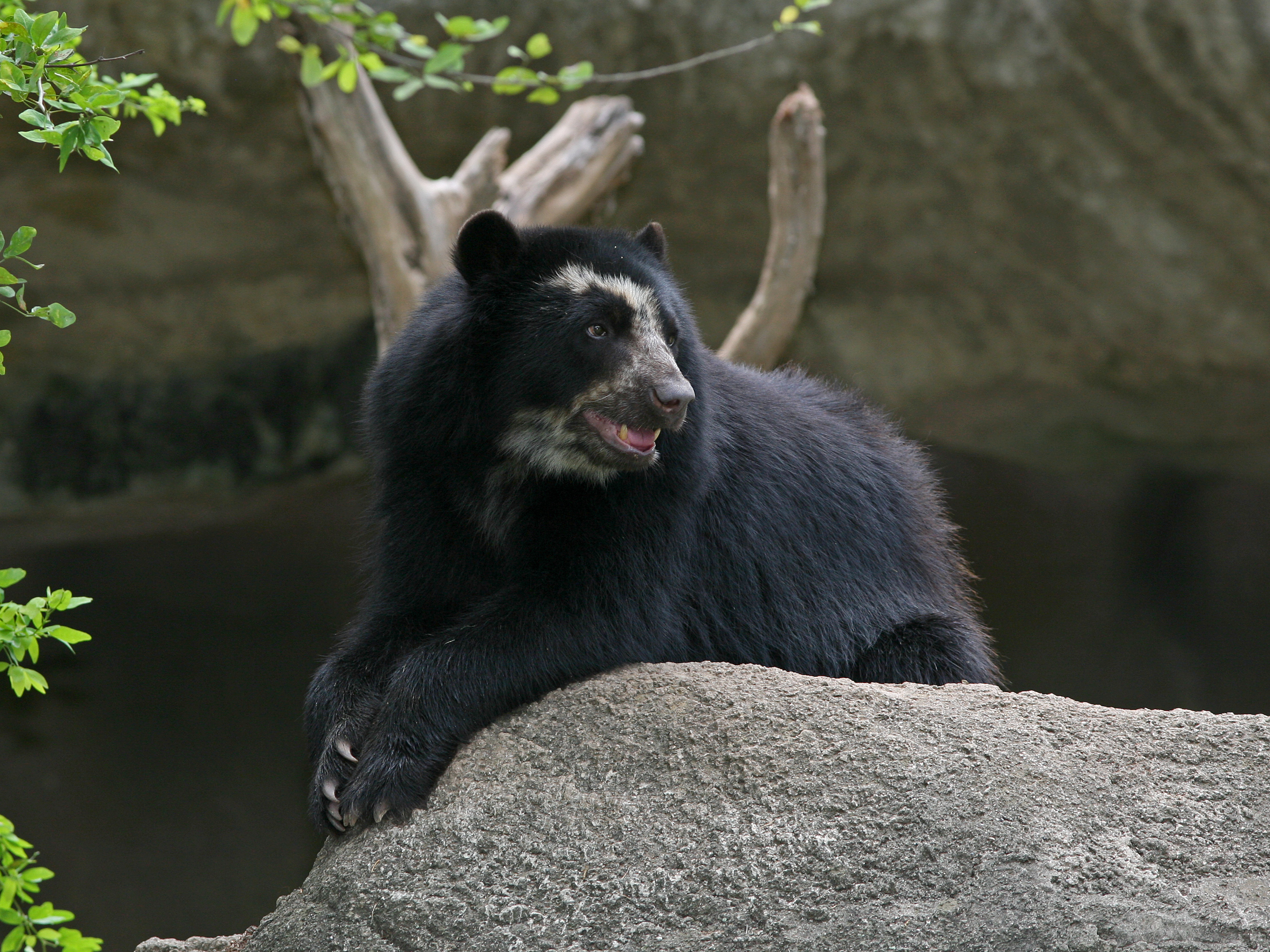
Os d'antifaç al Parc Zoològic i Botànic Bararida a Barquisimeto, Veneçuela.

Com gairebé tots els ossos actuals, l'os d'antifaç és omnívor, encara que la seva dieta habitual és preferentment d'origen vegetal: Bromeliàcies, fruits, baies, fulles, bulbs, arrels, escorces i fongs, un petit percentatge de la seva dieta és d'origen animal o derivada: insectes, mel, ous, rèptils, peixos, rosegadors, conills, colomins, i molt ocasionalment, caprins, ovins, camèlids i bovins. Per aquest règim alimentari l'os d'antifaç és l'úrsid més herbívor després del panda gegant. La femella sol parir dos ossets.
Són d'hàbits solitaris i diürns. En àrees boscoses estableixen senderes que permeten un desplaçament ràpid entre àrees allunyades, així com la comunicació intraespecífica a través de marcatge mitjançant rascades i olor (feromones). Com la majoria dels seus parents úrsids, estan molt ben adaptats per grimpar. En els arbres troben gran part del seu aliment. En les branques dels arbres solen establir plataformes per a la seva alimentació i/o descans.
Són plantígrads com tots els ossos, els seus "peus plans" els faculten per a una postura erecta que utilitzen tant per mirar lluny com per enfilar arbres i roques o per aparentar major massa corporal en un acte d'intimidació que es reforça amb l'eriçat del seu pèl. No es coneix que tingui períodes de letargia estacional.

## Distribució
Habita a la serralada dels Andes en els límits de l'oest, vessant del Pacífic i de les conques del riu Amazones i del riu Orinoco, del nord, vessants del Mar Carib i del Llac de Maracaibo (Veneçuela), del centre (albiraments i indicis a Acuzazú, Pusapno i Refugi el Cedre del Pnych-Oxapampa), fins al sud del Perú i sud de Bolívia, fins al nord-oest de l'Argentina a la província de Salta (entre altres en el parc nacional Baritú), i en la de Jujuy. Abraçant l'occident de Veneçuela i travessant Colòmbia, l'Equador, el Perú i Bolívia. Viu a altures que van des dels 250 fins als 4.700 m o més. L'espècie ha estat vista a la regió del Darién a Panamà, fins i tot es tenen registres recents de la presència de l'espècie reportats per caçadors de la regió.

## Conservació i amenaces

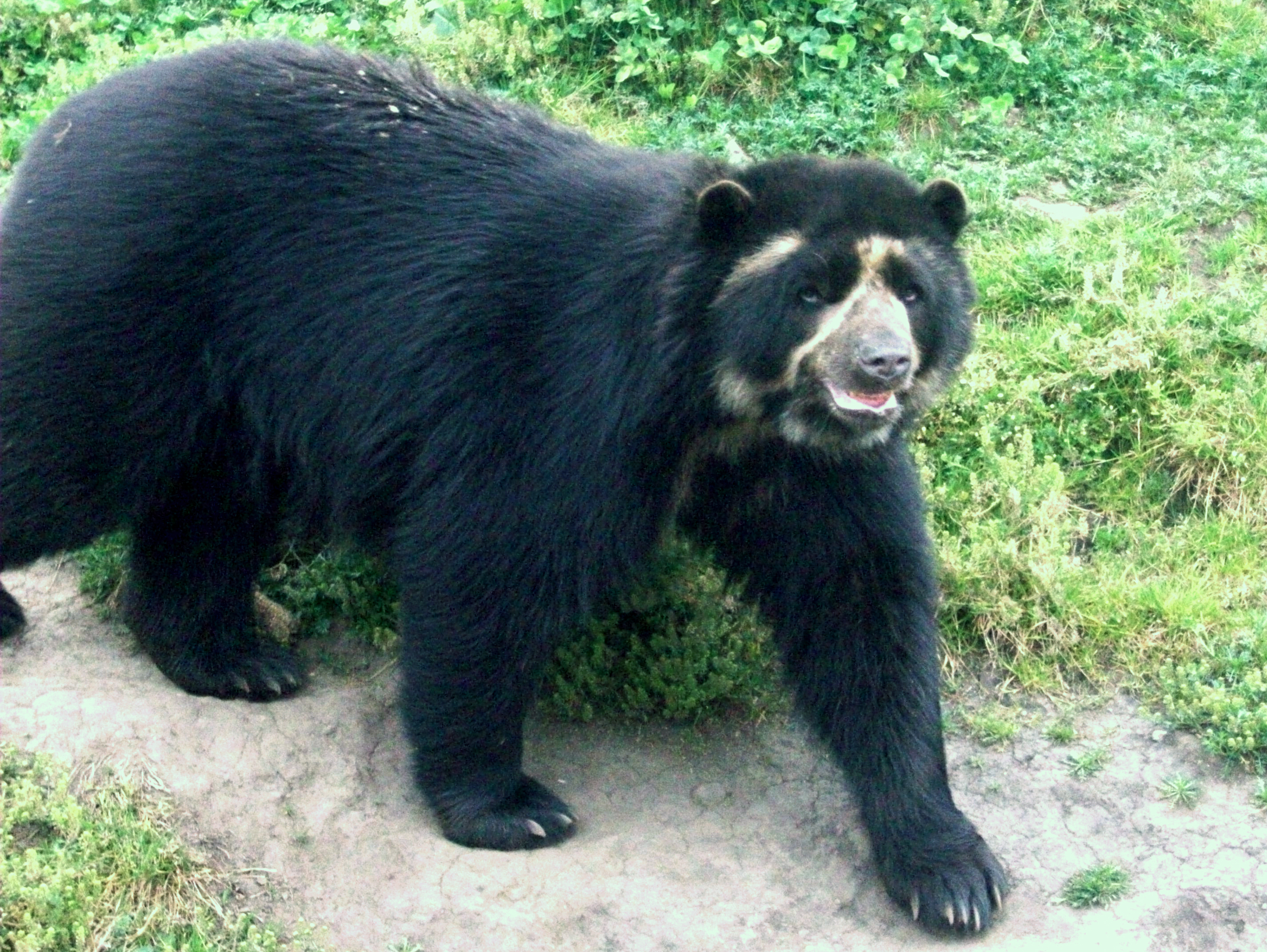
Os d'antifaç al Parc Nacional de Cutervo, al Perú.

El 2004 es considerava que a tot Sud-amèrica quedaven uns 18.250 ossos d'antifaç en vida silvestre. La major part de la població es troba al Perú, seguit per Colòmbia, Bolívia i l'Equador.
Ha estat intensament caçat per l'home, tant perquè el considera un perill i una "plaga" com per "esport" i fins i tot per supersticions (en diversos llocs es creu que les seves urpes tenen propietats medicinals). No obstant això ha estat un animal totèmic per moltes ètnies originàries, i en aquests casos, aquests grups evitaven la seva caça. Compleix importants funcions ecològiques com ser dispersor de llavors, depredador i pol·linitzador.
Veu reduïda de manera dramàtica la seva població a causa de la creixent destrucció del seu hàbitat i la caça furtiva (els camperols veuen en les seves pells un valuós producte de comercialització i fins i tot alguns pobladors utilitzen la seva carn i les seves vísceres com aliment en la celebració de festivitats locals).